# Група 777
Група 777 југословенска је и хрватска поп рок музичка група. Основао је Мирко Сертић 1970. године у Ријеци.

## Биографија
Првобитно замишљена као jazz трио, представљена је тек 1972. године на Boom festivalu у Љубљани са песмом Exodus.
Права популарност групе долази доласком вокалне солисткиње Ире Краљић и клавијатуристе и аутора многих хитова групе  Андреја Баше. Прво појављивање групе у новом саставу било је 1973. године на Boom festivalu са песмом Хеј, зар не чујеш ти, која постаје шпицом омладинске емисије Радио Загреба и након тога наступа долази позив за разговор из Југотона. На наговор музичког уредника Пере Готовца група креће у комерцијалне воде - у поп и забавну музику.
Одмах долази до реализације првог сингла препевом италијанског хита Sul, i, sul, i bane bane (Банане) италијанске групе Le figlie del vento на А страни сингла, као и Пјесма која носи срећу на Б страни, која постиже златни тираж. Исто се догађа са другим синглом Тко те воли више од мене. Следе наступи и популарност широм бивше Југославије, турнеје и наступи у земљи и у иностранству.
Следе бројни наступи на домаћим фестивалима, најчешће на сплитском фестивалу и сарајевском шлагеру сезоне.
1977. године, Андреј Баша напушта групу због отварања властитог тонског студија, али и даље наставља да пише песме за групу. Бројни чланови и вокали су прошли кроз групу, али упркос свему група и даље добија бројне награде за најемитованије песме на радио станицама.
Група је иза себе оставила много песама које су остале да се слушају: Тко те воли више од мене, Ти си мој хит, Не иди, Горане, Серенада и мандолине, Љиљане мој бијели, Пронађи ме у звијездама и многе друге. Крајем осамдесетих година, популарне седмице због честих промена чланова, постају група која одлази у анонимност..

## Фестивали
- Ко то куца на вратима, '75
- Пробуди се драгане, '77
- Три слатка дана, '78
- Зар и ти, '87

Опатија:
- Хеј, цуро мала, '74
- Ти, он или неко трећи, '75
- У малој кавани, '82
- Ти си мој хит, '83
- Док си ту уз мене, '84
- Дал' сјећаш се, '85
- Пронађи ме у звијездама, друго место, '86

Београдско пролеће:
- Status quo, '74

Сплит:
- Зов мора, '74
- Бјондина, '75
- Реци само довиђења, '76
- Ча се правиш фина, '77
- Ето тако није лако (са Љупком Димитровском), '77
- Низ калете глас се спушта, '81
- Ако ме поведеш једном, '82
- Писмо моја, писмо драга, '83
- Сплит, '84
- Серенада и мандолине (са Кићом Слабинцем), прва награда публике и победничка песма, '85
- Вјерујем у сутра, '86
- Златни крају мој (Вече Устанак и море), '86
- Љиљане мој бијели, '87
- Љубав је ружа, '88
- Луда младост (Вече сплитских бисера), '88
- Тата, волим га, '89

Загреб:
- Ноћ тајанства, '80
- Ако пријатеља требаш, '81
- Не иди, Горане, Златни вијенац - награда за најизвођенију песму фестивала, '82
- Једино дјеца умију то (Вече револуционарне и родољубиве песме), '82
- Срце од папира, Златни вијенац - награда за најизвођенију песму фестивала, '83
- Заборави, '84
- Балада о мом срцу, '85
- Сузо једина, '87
- Ружо моја, '88
- Нема сигнала, 2024

Boom festival, Љубљана:
- Exodus, Љубљана '72
- Хеј, зар не чујеш ти, Љубљана '73

Мелодије Истре и Кварнера:
- Прит ће вриме кад ћеш моја бит, награда за најбољи аранжман и награда за најдужи аплауз часописа Студио, '75
- Каставски звоничари (са Еролом Макаром), '75
- Ча је море, '76
- Невера са Кварнера (са Милком Чакарун Ленац), прва награда публике, '76
- Два суседа рибу су ловили, друга награда публике, '83
- Добро ти јутро, граде, 2002
- Реци ми, море, 2024

Словенска попевка:
- Мај, златни мај, друга награда међународног жирија, '76

Internationales schlagerfestival, Dresden:
- Lieder soll'n wie blumen blüh'n, '76

Југословенски фестивал револуционарне и родољубиве песме:
- Сложна срца, сложно раде, '76

Славонија:
- Бијеле перине, '77
- На кирбају, '78

МЕСАМ:
- О теби причам, '84
- Рођена, '87
- Срећо моја, '89

Мелодије морја ин сонца, Порторож:
- Сањала је Ана, '84

Карневал фест, Цавтат:
- Мисли на мене, '86

Југословенски избор за Евросонг:
- Збогом, девето место, Скопље '84
- Спавај, само спавај, петнаесто место, Београд '87
- Тиха ноћ, седмо место, Љубљана '88

CMC festival, Водице:
- Ако рај на земљи постоји, 2025

## Награде
- 1976: Друга награда међународног жирија на фестивалу Словенска попевка за песму Мај, златни мај;
- 1976: Награда међународног жирија у Дрездену (Источна Њемачка) за извођење песме La musica di notte;
- 1977: Естрадна награда Југославије у стваралачком, друштвеном и организацијском раду на ширењу и унапређивању естрадне уметности Југославије;
- 1980: Награда за најизвођенију песму на радио станицама за песму Ноћ тајанства;
- 1982: Награда за најизвођенију песму на радио станицама за песму Не иди, Горане;
- 1983: Награда за најизвођенију песму на радио станицама за песму Срце од папира;
- 1985: Прва награда публике и жирија на фестивалу Сплит;